# Blabia colobotheoides
Blabia colobotheoides är en skalbaggsart som beskrevs av Thomson 1864. Blabia colobotheoides ingår i släktet Blabia och familjen långhorningar. Inga underarter finns listade.